# 拉各斯唐人街
拉各斯唐人街（或中国商业城，中国商城），是尼日利亚的唐人街。

## 历史
拉各斯唐人街建于2004年，2006年曾经因为尼日利亚海关当局袭击而暂时关闭。一名和袭击相关的尼日利亚律师声称，中国商家肆无忌惮地出售侵犯版权的产品。而中国供应商自己声明他们只有微薄的盈利或亏损，抱怨指责海关官员腐败和盗窃行为。唐人街提供琳琅满目的产品，包括纺织品，门，电子产品，鞋，箱包，书籍和电影等。但到2011年，许多厂商不得不闭店后返回中国。造成提供产品的范围也随之缩小。交易商指出，仅有的盈利的企业是那些卖衬衫，牛仔裤和鞋子的店铺。
另外，中国商贩还聚集在其他地点，包括老龙城，新龙城，金茂商厦等。2006年估计为250家中国贸易公司在尼日利亚经营，总营业额在3亿美元左右。如此规模的业绩在当地也常常成为抢劫和暴力犯罪的目标。